# Озвалдо Кавандоли
Озвалдо Кавандоли (итал. Osvaldo Cavandoli; Тосколано-Мадерно, 1. јануар 1920 — Милано, 3. март 2007), био је италијански аниматор и стваралац стрипова. Светску славу је стекао цртаним филмом Ла Линеа (Господин линија).
Рођен је у Мадерну, али се преселио у Милано када је имао две године. Од 1936. до 1940. радио је као технички дизајнер за Алфа Ромео. Када му се јавило интересовање за цртаће 1943, почео је да ради са Нином Паготом. Године 1950. почео је да ради независно као режисер и продуцент. 
Постао је познат по „Ла Линеи“, лику из цртаног филма и стрипа врло сведеног стила, који се први пут појављује 1969. Током 1978. и 1988. развио је два нова лика: Секслинеа и Ерослинеа. Био је почасни грађанин Милана.